# Ahab
Ahab — немецкая фьюнерал-дум-метал-группа, основанная в 2004 году гитаристами группы Midnattsol Кристианом Гектором и Даниэлем Дросте. Коллектив был назван в честь Капитана Ахава, персонажа книги «Моби Дик».

## История группы
Ближе к концу 2004 года, написав одну песню, Крис Гектор и Даниэль Дросте решили создать группу. Басист Стефан Адольф вскоре присоединился к ним, и вскоре после этого, с помощью Корнелиуса Альтхаммера в качестве сессионного барабанщика, группа записала свой первый сингл The Stream. 15 апреля 2005 года, после нескольких месяцев репетиций, было выпущено первое демо группы — The Oath. Демо было ограничено тридцатью копиями и содержало первую песню группы «The Stream», а также две новые песни и трек Outro. Почти полтора года спустя, The Call of the Wretched Sea, первый полноформатный альбом группы был выпущен на Napalm Records.
После выхода The Call of the Wretched Sea, группа активно гастролировала в Европе. В 2008 году, вскоре после выступления на фестивале Summer Breeze Open Air в Динкельсбюле, Германия, басист Стефан Адольф покинул группу из-за «личных разногласий». Он был быстро заменен Стефаном Вандернотом, участником группы Dead Eyed Sleeper, в которой также играет барабанщик Корнелиус.
Следующий альбом группы The Divinity of Oceans был выпущен в июле 2009 года.
25 мая 2012 года, Ahab выпустили свой третий студийный альбом под названием The Giant, в записи которого приняли участие Хербранд Ларсен, участник группы Enslaved, а также Peter «LJ» Eifflaender из Dead Eyed Sleeper.

## Состав группы

### Нынешние участники
- Даниэль Дрост — гитара, вокал, клавишные
- Кристиан Гектор — гитара
- Стефан Вандернот — бас-гитара
- Корнелиус Альтхаммер — ударные

### Бывшие участники
- Стефан Адольф — бас-гитара, гитара, вокал

## Дискография

### Студийные альбомы
- The Call of the Wretched Sea (2006)
- The Divinity of Oceans (2009)
- The Giant (2012)
- The Boats of the Glen Carrig (2015)
- The Coral Tombs (2023)

### EP
- The Oath (2005)

### Демо
- The Stream (2004)